# No Diggity
«No Diggity» es una canción de 1996 del grupo de R&B BLACKstreet con Dr. Dre. Alcanzó el #1 en el Billboard Hot 100 y #9 en el Reino Unido. Clasificó en el puesto #91 en la lista de Rolling Stone y MTV Rolling Stone and MTV: 100 Greatest Pop Songs. Se vendieron 1.6 millones de copias en 1996. Ganó el Premio Grammy en 1998 por la Mejor Interpretación R&B por Dúo o Grupo y fue nominado por Mejor Canción R&B. Clasificó en el puesto #32 en la lista de VH1 las 100 Canciones de los años '90s.

## Posición en las listas musicales
| Lista                              | Mejor posición |
| ---------------------------------- | -------------- |
| EUA Billboard Hot 100              | 1              |
| EUA R&B / Hip-Hop                  | 1              |
| Hot Dance Music/Maxi-Singles Sales | 1              |
| Rhythmic Top 40                    | 1              |
| Top 40 Mainstream                  | 10             |
| Australia Top 100                  | 17             |
| New Zealand Top 50                 | 1              |
| Germany Top 100                    | 14             |
| Eurochart Hot 100                  | 18             |
| UK Top 75 Singles                  | 9              |

## Versiones
- Paddy Casey y Dublin Gospel Choir en Even Better than the Real Thing Vol. 2.
- Klaxons en el compilado Radio 1 Established 1967.
- Oli Brown en su álbum Open Road (2008)
- Anna Kendrick para la película Pitch Perfect (2012).
- Chet Faker en su álbum Thinking in Textures (2012).
- Ed Sheeran and Passenger (2013).